# Одна ночь в тропиках
«Одна ночь в тропиках» (англ. One Night in the Tropics) — американский комедийный фильм 1940 года. Это первый художественный фильм с участием дуэта комиков Эбботт и Костелло, здесь они ещё не в главных ролях. Дуэт исполняет в фильме пять своих классических номеров, включая сокращённую версию скетча «Кто на первой базе?» (англ. Who's on First?).

## Сюжет
Один богатый джентльмен Стив Харпер влюбляется в прекрасную леди Синтию Меррик. Однако он не поладил с её тётей, которая теперь категорически против их брака. Друг Стива, страховой агент Джим Мур, предлагает тому застраховать свой будущий брак на миллион долларов. После препирательств Стив соглашается. Джим же предлагает такое рискованное страхование, потому что полностью уверен, что свадьба состоится. Его планы рушит Микки Фитцджеральд, бывшая девушка Стива, которая совершенно не считает себя «бывшей»…
Тем временем Синтия со своей тётей уезжают в тропики отдохнуть. Джим отправляется туда же вместе со Стивом, в надежде женить его там. Эбботт и Костелло назначены присматривать за Микки, чтобы она не помешала свадьбе. Ей удаётся их перехитрить и они вместе также оказываются в тропиках. Микки знает про «страхование брака» и рассказывает об этом Синтии. В это время сам жених Стив Харпер начинает сомневаться в том, кого он больше любит: Синтию или всё-таки Микки? Джим Мур в свою очередь влюбляется в невесту друга Синтию…

## В ролях
- Роберт Каммингс — Стив Харпер
- Нэнси Келли — Синтия Меррик
- Аллан Джонс — Джим Мур
- Пегги Моран — Микки Фитцджеральд
- Бад Эбботт — Эбботт
- Лу Костелло — Костелло
- Мэри Боланд — тётя Китти
- Уильям Фроули — Роско
- Лео Каррильо — Эскобар
- Дон Альварадо — Рудольфо
- Нина Орла — Нина
- Ричард Карле — мистер Мур

## Производство
Сюжет фильма основан на романе 1914 года писателя Эрла Дерр Биггерса Love Insurance. В эпоху немого кино по этому роману уже было снято два фильма.
Фильм «Одна ночь в тропиках» снимался с 26 августа по 30 сентября 1940 года под рабочим названием «Ривьера». Мировая премьера состоялась 30 октября 1940 года в родном городе Лу Костелло Патерсон (Нью-Джерси).

## Выход на видео
Фильм дважды выходил на DVD, в первый раз на сборнике The Best of Abbott and Costello Volume One 10 февраля 2004 года и 28 октября 2008 года в серии Abbott and Costello: The Complete Universal Pictures Collection.